# Korkmaskala
Korkmaskala (russisch Коркмаскала́, awarisch Къоркъмазхъала) ist ein Dorf (selo) in der Republik Dagestan in Russland mit 7722 Einwohnern (Stand 14. Oktober 2010).

## Geographie
Der Ort liegt knapp 20 km Luftlinie westnordwestlich des Zentrums der Republikhauptstadt Machatschkala am Rand des Großen Kaukasus. Er befindet sich am rechten Ufer des Flusses Schuraosen.
Korkmaskala ist Verwaltungszentrum des Rajons Kumtorkalinski sowie Sitz der Landgemeinde (selskoje posselenije) Korkmaskalinski selsowet, zu der außerdem das 15 km nordöstlich gelegene Dorf Dachadajewka gehört (von Korkmaskala durch das Gebiet des nordwestlichen Teils des Stadtkreises Machatschkala getrennt). Im Ort leben wie im gesamten Rajon überwiegend Kumyken, aber auch Awaren und Darginer.

## Geschichte
Das Gebiet um den heutigen Ort gehörte ab 19. März 1935 zum Territorium des neu geschaffenen Kumtorkalinski rajon mit Sitz im namensgebenden, etwa fünf Kilometer südwestlich gelegenen Dorf Kumtorkala. Bereits am 5. Juli 1944 wurde der Rajon wieder aufgelöst. Das Rajonzentrum Kumtorkala wurde 1970 durch ein Erdbeben der Stärke 6,7 auf der Richterskala am 14. Mai mit einer Vielzahl von bis Ende Juni andauernden Nachbeben vollständig zerstört. Der Ort wurde aufgegeben und im selben Jahr mit der Errichtung der neuen Siedlung Korkmaskala für die Bewohner begonnen. Der Ort ist nach dem kumykischen Publizisten und Politiker Dschelal-ed-Din Korkmassow (russifizierte Namensform) benannt, der 1877 in Kumtorkala geboren wurde und 1937 den stalinschen Repressionen zum Opfer fiel (Korkmaskala bedeutet etwa Korkmas-Stadt).
Mit der Neubildung des Kumtorkalinski rajon am 18. September 1992 wurde Korkmaskala dessen Verwaltungssitz.

### Bevölkerungsentwicklung
| Jahr | Einwohner |
| ---- | --------- |
| 2002 | 5980      |
| 2010 | 7722      |

Anmerkung: Volkszählungsdaten

## Verkehr
Unmittelbar am südlichen Ortsrand von Korkmaskala verläuft die föderale Fernstraße R217 Kawkas (früher M29; auf diesem Abschnitt, bis Machatschkala, zugleich Teil der Europastraße 50), die entlang dem Nordrand des Kaukasus und der Küste des Kaspischen Meeres in Richtung Aserbaidschan führt. Die nächstgelegene Bahnstation befindet sich 5 km nordöstlich in der Siedlung Schamchal an der Strecke Rostow am Don – Machatschkala – Baku.